# Fettersatzstoff
Als Fettersatzstoff werden in erster Linie synthetisch hergestellte Kunstfette bezeichnet, die Lebensmitteln zugesetzt werden. Sie besitzen die physikalischen Eigenschaften von Fett, haben chemisch jedoch keine Ähnlichkeit mit natürlichen Fetten. Sie bestehen in der Regel aus Saccharosepolyester, also Verbindungen von Saccharose mit anderen Kohlenhydraten und Fettsäuren, aber auch Paraffinen. Der bekannteste Fettersatz dieser Art ist Olestra des Herstellers Procter & Gamble. Olestra ist in den USA seit den 1990er-Jahren zugelassen, nicht jedoch innerhalb der EU. Fettersatzprodukte haben praktisch keinen physiologischen Brennwert, da sie unverdaulich sind und unverwertet vom Körper wieder ausgeschieden werden. In den USA gibt es vor allem Kartoffelchips und andere Snacks, die statt Naturfett Olestra enthalten. Die Produkte setzen vor allem auf die Zielgruppe der Übergewichtigen.

## Fettaustauschstoffe
Häufig werden auch Fettaustauschstoffe als Fettersatz bezeichnet. Sie bestehen im Gegensatz zu den synthetischen Fetten aus natürlichen Ausgangsprodukten, meistens Kohlenhydraten oder auch Eiweiß. Ein bekanntes Produkt heißt Simplesse und wird aus Molkeneiweiß hergestellt. Fettaustauschstoffe werden von der Lebensmittelindustrie vor allem in Light-Produkten eingesetzt, um den Fettgehalt und den physiologischen Brennwert zu reduzieren. Die Geschmackswirkung der Fettaustauschstoffe ähnelt der von Fett, ist aber nicht identisch. Im Gegensatz zu Fettersatzstoffen lassen sich diese Substanzen aber nur begrenzt erhitzen, da Eiweiß nur bis etwa 65 °C hitzestabil ist. Sie werden daher meistens Süßspeisen, Eiscreme oder Mayonnaise zugesetzt. Manche Fettaustauschstoffe werden vollständig verdaut und haben einen geringeren Brennwert als echtes Fett, andere werden unvollständig verdaut und teilweise von Mikroorganismen im Dickdarm zersetzt. Diese Substanzen sind in der EU zugelassen.

### Bekannte Arten
- Carrageen (auf Basis von Kohlenhydraten)
- Simplesse (auf Basis von Eiweiß)
- Maltrin (auf Basis von Stärke)
- Paselli SA2 (auf Basis von Stärke)
- Inulin (auf Basis von Kohlenhydraten)

## Nebenwirkungen
Die in der EU zugelassenen Fettaustauschstoffe gelten als gesundheitlich unbedenklich. Für Eiweiß-Allergiker kann es ein Problem darstellen, dass diese Stoffe auf verpackten Lebensmitteln oft nicht ausdrücklich als eiweißhaltig deklariert sind. Austauschstoffe auf Stärkebasis werden meist als Stärke deklariert. Vom menschlichen Körper unverdauliche Stoffe wie Inulin werden zum Teil von der Darmflora abgebaut und können dadurch Blähungen hervorrufen.
Olestra kann starke Nebenwirkungen haben. Häufig sind Darmkrämpfe, Durchfall und vor allem auch Stuhlinkontinenz, da der Schließmuskel des Anus Paraffine nicht zurückhalten kann. Produkte, die Olestra enthalten, mussten in den USA bis 2003 mit einem Warnhinweis versehen sein.

## Bewertung und Kritik
Fettaustauschstoffe gelten als unproblematisch. Gegen Fettersatzstoffe wie Olestra gibt es eine ganze Reihe von Bedenken. Von vielen Ernährungswissenschaftlern wird ihr Einsatz abgelehnt, da durch ihre Aufnahme mit der Nahrung auch fettlösliche Vitamine wie Vitamin A, Vitamin E und Vitamin D unresorbiert wieder ausgeschieden werden, was auf längere Sicht zu Mangelzuständen führen kann. Deshalb wird z. B. Olestra mit diesen fettlöslichen Vitaminen angereichert, was den Verlust ausgleichen soll.
In einer unabhängigen pharmakologischen Bewertung durch deutsche Wissenschaftler wurde der Einsatz von Pseudofetten wie Olestra kritisch bewertet. Unter anderem werde die Darmflora beeinträchtigt. „Wird mehr als 30 Prozent des Nahrungsfettes durch beispielsweise Olestra ersetzt, so kommt es zu abdominellen Krämpfen und zu Durchfall, der wegen der Inkontinenz des Schließmuskels für paraffinartige Substanzen besonders unangenehm ist.“
Begründet wird der Einsatz von Fettersatz- und Fettaustauschstoffen mit einer erwünschten Reduzierung der per Lebensmittel zugeführten Energie, so dass eine Gewichtsabnahme erleichtert werde (siehe: Energiebilanz der Ernährung). Wissenschaftliche Studien an Tieren und Menschen haben jedoch ergeben, dass der Körper den Ersatz von natürlichen Fetten bemerkt und mit verstärkten Hungergefühlen reagiert, so dass die Folge häufig eine Erhöhung der Nahrungszufuhr ist. In Tierversuchen kam es sogar zu Gewichtszunahmen durch die Fütterung mit zugesetztem Fettersatz.